# Paul M. Waschkau
Paul M. Waschkau (* 1963 in Neumünster, Schleswig-Holstein) ist ein deutscher Schriftsteller, Dramatiker und Regisseur. Er arbeitet und lebt seit 1986 in Berlin.

## Leben
Von 1982 bis 1988 studierte Waschkau Philosophie und Staatswissenschaften in Kiel, München, Paris und in West-Berlin. Mit Ende des Studiums begann er mit der  Veröffentlichung literarischer und essayistischer Texte in Zeitschriften und Anthologien. Seither kamen erste Theaterstücke an Berliner Offtheatern zur Uraufführung.
Waschkau war Herausgeber der MINERVA – Zeitschrift für Notwehr und Philosophie (1987–1991) und der Zeitschrift für Poesie und Visionen archangelsk (1995–1997).
2003 initiierte er den 1. Danielle-Sarréra-Kongress im Berliner Orphtheater, 2009 das Antonin-Artaud-Tribunal in der Theaterkapelle Berlin.
Seit 2006 ist er künstlerischer Leiter und Regisseur der internationalen Kunstformation INVASOR, die schwerpunktmäßig an poetisch mehrsprachigen Theaterinszenierungen und Hörspielkompositionen arbeitet.
Waschkau wurde u. a. mit folgenden Stipendien gefördert: Stipendium des Berliner Senats, der Kunststiftung Schöppingen, der Stiftung Kulturfond, der Artaud Foundation.
2011 erhielt er für seine dramatische Komposition "Bei lebendigem Leibe" den Leonhard-Frank-Preis der Leonhard-Frank-Gesellschaft und des Mainfranken Theaters Würzburg. Die mit dem Preis verbundene Inszenierung wurde im Juni 2012 drei Tage vor der Uraufführung "zum Schutze des Würzburger Publikums" vom Intendanten abgesetzt. Der Autor stellte daraufhin den Text online und richtete zum Fall eine Materialseite „Nacktes Leben“ ein.

## Werke

### Buchveröffentlichungen
- EXIT.49, Roman – Berlin 2007
- archangelsk/träume aus titan, romantisches Fragment, Berlin 1999[8]

#### Dramatische Werke
- Pornofinger / Groteske – Berlin 2014
- Nacktes Leben oder Bei lebendigem Leibe / Dramatische Komposition – Berlin 2011
- Nacktes Leben oder Bei lebendigem Leibe / Materialien
- Die Ozeanische Nacht / Poetisches Drama – Berlin 2008 # UA INVASOR 2008 in theaterkapelle Berlin
- Wartesaal des Glücks / Alltagskomödie.2 – Berlin 2007
- Glücklich im Park / Alltagskomödie.1 – Berlin 2006
- Hyänenherz/Traum eines Kamikazefliegers // Killer/Terror-Monolog – Berlin 2001/2004 # UA Orphtheater Berlin 2003[9]
- Koma Europa / Totaldrama – Berlin 2004
- Mission Elektra – Der verwirrte Planet / Poetisches Medialdrama – Berlin 2004
- Das Fest der Schakale / Hetz.Traum.Drama – Berlin 1999
- Die Galeere der Kaltblüter / Schauerfeldfragment – Berlin 1996 # UA Garn-Theater Berlin  1998
- Radial Elektra 2.2 – Die Anatomie einer Braut / Poetisches Medialdrama – Berlin 1990 # UA Modernes Theater Berlin 1991
- Kerker, eine Henkersmahlzeit – Berlin 1990 # UA RAMM/ZATA-Theater Berlin 1990
- TRAKT oder Die Zärtlichkeit eines Bunsenbrenners – Berlin 89.94.05

#### Webpublikationen
- „Versuch über DAS NACKTE LEBEN ...oder... BEI LEBENDIGEM LEIBE“, Nachrede zur Verleihung des Leonhard-Frank-Dramatikerpreises 2011; auf nachtkritik.de